# Петегирич Володимир Михайлович
Володимир Михайлович Петегирич (нар. 7 квітня 1948, Винники, УРСР) — український археолог, історик, педагог. Ювілейна медаль «20 років незалежності України» (2011).

## Життєпис
Володимир Петегирич народився 7 квітня 1948 року у селі Винниках, нині Бориславської громади Дрогобицького району Львівської области України.
Закінчив історичний факультет Львівського університету (1971).
Від 1972 в Інституті українознавства ім. І. Крип'якевича НАН України: аспірант (1972—1975), молодший науковий співробітник (1975—1993), науковий співробітник, завідувач сектору середньовічної археології (1993—1996), вчений секретар Інституту (1997—2012), науковий співробітник (від 2012). Викладав на гуманітарному факультеті Українського католицького університету (2002—2006).
Учасник та керівник археологічних експедицій.
Член редколегії збірників «Матеріали і дослідження з археології Прикарпаття і Волині», «Інститут українознавства ім. І. Крип’якевича НАН України. Інформаційний бюлетень», «Стільський град».

## Доробок
Автор понад 300 публікацій, у т. ч. співавтор 18 колективних праць, 5-и колективних монографій, виданих за кордоном, навчального посібника «Історія України» (4 видання) і публікацій, опублікованих українською, польською, російською, англійською та німецькою мовами.
Сфера наукових досліджень — вивчення слов’янської та княжої доби Заходу України, історії археологічної науки у цьому регіоні, пошукові роботи і дослідження різночасових пам’яток археології Прикарпаття і Волині.